# Travelling in the U.S.A.
"Travelling in the U.S.A." is een nummer van de Nederlandse band Bintangs. Het nummer verscheen op hun album Traveling in the U.S.A. uit 1970. In 1969 werd het uitgebracht als de tweede single van het album.

## Achtergrond
"Travelling in the U.S.A." is geschreven door gitarist Arti Kraaijeveld en geproduceerd door Tony Vos. Het is geïnspireerd door de muziek van The Rolling Stones, alhoewel het gebruik van een dwarsfluit doet denken aan Jethro Tull en Golden Earring. Opvallend genoeg werd het woord "Travelling" bij de single met een dubbele L gespeld, terwijl dit woord bij het bijbehorende album een enkele L heeft.
"Travelling in the U.S.A." werd de eerste zelfgeschreven hit van de band. Enkele maanden eerder bereikte de single "Ridin' on the L&N" eveneens de hitlijsten, maar dit betrof een cover van Lionel Hampton (alhoewel de band het kende in de versie van John Mayall). De single kwam tot de negende plaats in de Nederlandse Top 40 en de tiende plaats in de Hilversum 3 Top 30.

## Hitnoteringen

### Nederlandse Top 40
| Hitnotering: 31-01-1970 t/m 28-03-1970 | Hitnotering: 31-01-1970 t/m 28-03-1970 | Hitnotering: 31-01-1970 t/m 28-03-1970 | Hitnotering: 31-01-1970 t/m 28-03-1970 | Hitnotering: 31-01-1970 t/m 28-03-1970 | Hitnotering: 31-01-1970 t/m 28-03-1970 | Hitnotering: 31-01-1970 t/m 28-03-1970 | Hitnotering: 31-01-1970 t/m 28-03-1970 | Hitnotering: 31-01-1970 t/m 28-03-1970 | Hitnotering: 31-01-1970 t/m 28-03-1970 | Hitnotering: 31-01-1970 t/m 28-03-1970 |
| Week                                   | 1                                      | 2                                      | 3                                      | 4                                      | 5                                      | 6                                      | 7                                      | 8                                      | 9                                      |                                        |
| -------------------------------------- | -------------------------------------- | -------------------------------------- | -------------------------------------- | -------------------------------------- | -------------------------------------- | -------------------------------------- | -------------------------------------- | -------------------------------------- | -------------------------------------- | -------------------------------------- |
| Nummer                                 | 35                                     | 21                                     | 15                                     | 10                                     | 9                                      | 11                                     | 19                                     | 24                                     | 33                                     | uit                                    |

### Hilversum 3 Top 30
| Hitnotering: 07-02-1970 t/m 21-03-1970 | Hitnotering: 07-02-1970 t/m 21-03-1970 | Hitnotering: 07-02-1970 t/m 21-03-1970 | Hitnotering: 07-02-1970 t/m 21-03-1970 | Hitnotering: 07-02-1970 t/m 21-03-1970 | Hitnotering: 07-02-1970 t/m 21-03-1970 | Hitnotering: 07-02-1970 t/m 21-03-1970 | Hitnotering: 07-02-1970 t/m 21-03-1970 | Hitnotering: 07-02-1970 t/m 21-03-1970 |
| Week                                   | 1                                      | 2                                      | 3                                      | 4                                      | 5                                      | 6                                      | 7                                      |                                        |
| -------------------------------------- | -------------------------------------- | -------------------------------------- | -------------------------------------- | -------------------------------------- | -------------------------------------- | -------------------------------------- | -------------------------------------- | -------------------------------------- |
| Nummer                                 | 21                                     | 19                                     | 10                                     | 10                                     | 12                                     | 19                                     | 25                                     | uit                                    |

### NPO Radio 2 Top 2000
| Nummer met noteringen in de NPO Radio 2 Top 2000 | '06  | '07  | '08  | '09  | '10  |
| ------------------------------------------------ | ---- | ---- | ---- | ---- | ---- |
| Travelling in the U.S.A.                         | 1659 | 1183 | 1929 | 1977 | 1857 |

1. ↑  Een vetgedrukt getal geeft de hoogste notering aan.
2. ↑  2006 was het eerste jaar met een notering voor dit nummer.
3. ↑  Deze tabel is bijgewerkt tot en met de laatste editie (2024).